# ويست ملبورن
ويست ملبورن (بالإنجليزية: West Melbourne, Florida)‏ هي مدينة تقع في Brevard بولاية فلوريدا في الولايات المتحدة. تبلغ مساحتها 26.5 (كم²)، وترتفع عن سطح البحر 9 م، بلغ عدد سكانها 18355 نسمة في عام 2010 حسب إحصاء مكتب تعداد الولايات المتحدة .

## وصلات خارجية
- www.WestMelbourne.org